# Udo Quellmalz
Udo Quellmalz (* 8. března 1967 Lipsko) je bývalý německý zápasník–judista, olympijský vítěz z rok 1996.

## Sportovní kariéra
S judem začínal v 7 letech v rodném Lipsku. Vrcholově se připravoval v klubu SC Leipzig pod vedením Norberta Littkopfa a Helmuta Howillera. Po znovusjednocení Německa v roce 1990 se přesunul do Bavorska, kde zápasil za bundesligové kluby TSV Abensberg a MTV Ingolstadt. Jeho osobním trenérem byl Karl-Heinz Deblitz a později Harald Heinke. Ve východoněmecké reprezentaci se pohyboval od roku 1987 v pololehké váze do 66 kg. V roce 1988 se kvalifikoval na olympijské hry v Soulu, kde nestačil ve druhém kole na Japonce Jósuke Jamamota. V roce 1992 startoval na olympijských hrách v Barceloně jako úřadující mistr světa. V semifinále ho zaskočil svým levým o-soto-gari neznámý Brazilec Rogério Sampaio a v boji o třetí místo porazil na praporky tzv. haintei Belgičana Philipa Laatse a získal bronzovou olympijskou medaili.
Od roku 1994 přešel do lehké váhy do 73 kg, ale po nevýrazných výsledcích šel do olympijské kvalifikace opět v pololehké váze. V roce 1996 startoval na olympijských hrách v Atlantě stejně jako před čtyřmi roky jako úřadující mistr světa. Do finále s Japoncem Jukimasou Nakamurou postoupil bez sebemenšího zaváhání, ale samotný finálový zápas nebyl z pohledu diváka atraktivní. V polovině zápase měl s Japoncem dvě napomenutí (šida) za pasivitu a tento pasivní styl boje vydržel u obou do poslední minuty. V poslední minutě se mu povedlo nachytat soupeře technikou ko-uči-gari. Za techniku sice nedostal body, ale při hantei (praporky) v poměru 2:1 hrál tento výpad důležitou roli v zisku zlaté olympijské medaile. Po olympijských hrách startoval v lehké váze, ale po nevýrazných výsledcích ukončil v roce 1998 sportovní kariéru. Věnuje se trenérské práci. Vedl britskou či rakouskou judistickou reprezentaci. Jeho nejznámějším svěřencem byl olympijský medailista Ludwig Paischer.
Udo Quellmalz byl levoruký, dynamický judista, jehož úspěch byl založen na precizním boji o úchop. Osobní technika ko-uči-gari a tai-otoši. Prakticky neporazitelný byl v boji na zemi, kde převládaly submisivní techniky škrcení.

## Výsledky
| Turnaj             | Východní Německo | Východní Německo | Východní Německo | Východní Německo | Východní Německo | Východní Německo | Východní Německo | Německo        | Německo        | Německo        | Německo        | Německo        | Německo        | Německo |
| Turnaj             | 1984             | 1985             | 1986             | 1987             | 1988             | 1989             | 1990             | 1991           | 1992           | 1993           | 1994           | 1995           | 1996           | 1997    |
| Turnaj             | 17               | 18               | 19               | 20               | 21               | 22               | 23               | 24             | 25             | 26             | 27             | 28             | 29             | 30      |
| Turnaj             | pololehká váha   | pololehká váha   | pololehká váha   | pololehká váha   | pololehká váha   | pololehká váha   | pololehká váha   | pololehká váha | pololehká váha | pololehká váha | pololehká váha | pololehká váha | pololehká váha |         |
| ------------------ | ---------------- | ---------------- | ---------------- | ---------------- | ---------------- | ---------------- | ---------------- | -------------- | -------------- | -------------- | -------------- | -------------- | -------------- | ------- |
| Olympijské hry     | —                |                  |                  |                  | úč.              |                  |                  |                | 3.             |                |                |                | 1.             |         |
| Mistrovství světa  |                  | —                |                  | —                |                  | 2.               |                  | 1.             |                | 3.             |                | 1.             |                | úč.     |
| Mistrovství Evropy | —                | —                | —                | —                | 3.               | —                | 2.               | —              | —              | 3.             | —              | —              | —              | —       |
| MS juniorů         |                  |                  | —                |                  |                  |                  |                  |                |                |                |                |                |                |         |
| ME juniorů         | 1.               | 7.               | 3.               | ?                |                  |                  |                  |                |                |                |                |                |                |         |